# Askov
Askov är en tätort i Vejens kommun i Region Syddanmark i Danmark. Tätorten har 1 935 invånare (2024). Den ligger på södra Jylland, strax väster om Vejen.
Askov har vuxit upp kring Askovs folkhögskola, som inrättades där 1864. Innan dess tillkomst var Askov en obetydlig by. Vid torget mitt i samhället ligger Askov Kirke och flera butiker. I samhället finns en rad byggnader med arkitektoniskt och kulturhistoriskt värde.